# Chamaecrista glandulosa
Chamaecrista glandulosa là một loài thực vật có hoa trong họ Đậu. Loài này được (L.) Greene miêu tả khoa học đầu tiên.